# Ange Flégier

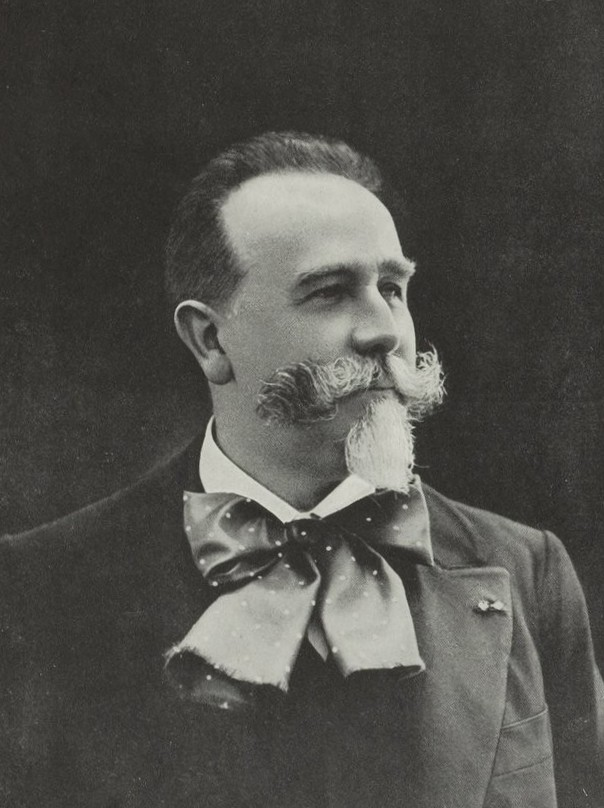
Ange Flégier

Ange Flégier (* 25. Februar 1846 in Marseille; † 8. Oktober 1927 in Martigues) war ein französischer Komponist, Musikkritiker, Maler und Schriftsteller.
Flégier studierte ab 1866 am Pariser Konservatorium Komposition bei Ambroise Thomas. Als eines seiner ersten Werke entstand während seiner Studienzeit das Lied Stances nach einem Text seines Freundes Ferdinant Loviot. 1869 war er mit seiner Kantate Francesca da Rimini unter den sechs Finalisten im Wettbewerb um den Prix de Rome. Ab 1870 schrieb er Musikkritiken für die Zeitschrift Le Petit Marseillais. An der Oper von Marseille wurde in den 1840er Jahren seine einaktige Oper Fatma uraufgeführt. Von 1977 bis 1884 arbeitete er erneut als Musikkritiker, dieses Mal für das Le Journal de Marseille. In den 1890er Jahren wandte er sich der Malerei zu. Es entstanden mehr als einhundert Aquarelle und Gemälde, von denen er viele an Museen verschenkte, u. a. an das Ziem Museum in Martigues, zu dessen Gründern er zählte. Unter dem Titel A travers la vie veröffentlichte er eine Sammlung von Gedichten und Erinnerungen, der Band Per dire ooun cabanoun enthält Erzählungen und Gedichte in provencalischer Sprache.
Das musikalische Werk Flégiers umfasst etwa 350 Titel, darunter zahlreiche technisch anspruchsvolle Lieder mit einer orchestral angelegten Klavierbegleitung. Der zweite Schwerpunkt seines musikalischen Schaffens war die Kammermusik mit Werken wie ein Trio für Klarinette, Fagott und Oboe, Naenia für Erzähler, Cello, Violine, Hörner und Klavier und das mit dem Prix Chartier der Académie des Beaux-Arts ausgezeichnete Dixtuor für Flöte, Oboe, Klarinette, Fagott, Horn und Streichquartett. Große Orchesterwerke waren u. a. das lyrische Poem Ossian für Solisten, Chor und Orchester, die Orchestersuite Scènes antiques, das Fantaisie-ballet sowie das 1900 in Paris uraufgeführte Klavierkonzert. 1903 wurde er zum Chevalier de la Légion d’Honneur ernannt.